# Сирійська опозиція
Сирійська опозиція (араб. المعارضة السورية‎) — загальний термін, використовуваний для позначення різних угрупувань у Сирії, котрі домагаються зміни політичного режиму в країні і виступають проти правління партії Баас. Термін використовується для політичних опонентів президента Башара Асада. Першими групами опозиції стали так звані «протестні комітети». Вони були утворені у квітні 2011 року.

## Державний устрій

### Виконавча влада
Виконавчу владу на території, підконтрольній Сирійської опозиції, здійснює Тимчасовий уряд Сирії. Тимчасовий уряд складається з прем'єр-міністра, віце-прем'єра і міністрів Тимчасового уряду.

#### Список прем'єр-міністрів
- Гассан Хітто (18 березня 2013 року — 14 вересня 2013 року)
- Ахмед Тумех (з 14 вересня 2013 року)

## Збройні сили
Роль збройних сил Сирійської опозиції виконує Сирійська вільна армія, що складається з арабів-сунітів, присутні підрозділи, сформовані з курдів, сирійських туркменів, палестинців, лівійців і друзів. У складі ВСА також присутні бойовики з Лівану, Тунісу, Саудівської Аравії та інших країн.
11 жовтня 2015 утворений альянс Демократичні сили Сирії (англ. Democratic Forces of Syria). Включає курдські Загони народної самооборони (YPG) і різні арабські опозиційні групи, які входять в Сирійську арабську коаліцію.